# إيزكيل عزرا سميث
ايزكيل عزرا سميث (بالإنجليزية: Ezekiel Ezra Smith)‏ هو دبلوماسي أمريكي، ولد في 23 مايو 1852، وتوفي في 6 ديسمبر 1933.